# Théodore-Simon Jouffroy
Théodore-Simon Jouffroy (Les Pontets, 1796 – Parigi, 1842) è stato un filosofo francese.
Esponente della corrente spiritualistica di Victor Cousin, fu autore (1833) di un Cours de droit naturel.